# Contextualismo
El contextualismo, también conocido como contextualismo epistémico, es una corriente filosófica que enfatiza la importancia del contexto en la interpretación de conceptos y fenómenos, particularmente en epistemología, ética y otros campos. Según el contextualismo, conceptos como «saber», «verdad» o «razón» no tienen un significado fijo o absoluto, sino que su interpretación depende del contexto en el que se emplean. Los defensores del contextualismo sostienen que, en ciertos aspectos clave, estas acciones, afirmaciones o expresiones solo pueden entenderse en relación con el contexto en el que ocurren.
Según las posturas contextualistas, conceptos filosóficamente controvertidos como «significar P», «saber que P», «tener una razón para A», e incluso «ser auténtico» o «ser correcto», adquieren significado únicamente en un contexto específico. Algunos filósofos argumentan que esta dependencia del contexto puede derivar en un relativismo absoluto.
En ética, las posturas contextualistas suelen vincularse con la ética situacional o con el relativismo moral.
En arquitectura, el contextualismo se refiere a una teoría del diseño que busca armonizar los tipos de construcciones modernas con las formas urbanas propias de una ciudad tradicional.
En epistemología, el contextualismo aborda la sensibilidad al contexto del término «saber». Las expresiones sensibles al contexto son aquellas que «expresan diferentes proposiciones según los distintos contextos de uso». Por ejemplo, algunos términos como «yo», «aquí» y «ahora» se consideran generalmente sensibles al contexto. Aunque «yo» tiene un significado lingüístico constante, su referente varía según el contexto. De manera similar, los contextualistas epistémicos argumentan que el término «saber» es sensible al contexto, expresando diferentes relaciones en distintos contextos.
Se afirma que la neurofilosofía tiene como objetivo contextualizar.